# Route nationale 4
Die Route nationale 4, kurz N 4 oder RN 4, ist eine französische Nationalstraße, die seit 1949 von der Abfahrt „Porte de Bercy“ des Pariser Autobahnrings in Paris bis zur deutschen Grenze bei Straßburg und Kehl verläuft, wo sie an die deutsche B 28 nach Ulm anschließt. 2006 wurden Teilstücke herabgestuft, aber der Großteil trägt noch die Bezeichnung N 4.

## Geschichte
Von 1824 bis 1949 begann die Nationalstraße N 4 an einer Kreuzung mit der Route nationale 3 in Châlons-en-Champagne (damals Châlons-sur-Marne). Sie ging aus der Route impériale 5 hervor und war 304 Kilometer lang. 1949 wurde der Abschnitt Châlons-en-Champagne bis Vitry-le-François von der Route nationale 44 übernommen. Die N 4 übernahm 1949 in Joinville-le-Pont ein kurzes Stück der Route nationale 303, die N 304 komplett (Joinville-le-Pont – Esternay), sowie von der Route nationale 34 den Abschnitt von Esternay bis Vitry-le-François. 1957 wurde sie über die D 123 und D 123BIS von der N 186 in Joinville-le-Pont bis an den Stadtrand von Paris (Porte de Bercy) noch verlängert.
- D 123 / D 123BIS Paris – Joinville-le-Pont
- N 303 Joinville-le-Pont
- N 304 Joinville-le-Pont – Esternay
- N 34 Esternay – Vitry-le-François
- N 4 Vitry-le-François – deutsche Grenze ()

Im Laufe der Zeit wurden parallel zur N 4 vierspurige Schnellstraßen als Umgehungsstraßen angelegt, auf die dann jeweils die N 4 verlegt wurde, um die Orte an der Straße vom Verkehr zu entlasten.
1962 wurde die N 4 auf die nördliche Umgehung um Fontenay-Trésigny verlegt. Die Straße durch den Ort bekam dann die Nummer N 36A (heute D 421). Zwischen Ancerville und Saulx-en-Barrois wurde mit dem fortschreitenden Straßenausbau und der Verlegung auf die neue Trasse, die alte Trasse zur Nationalstraße N 2004 abgestuft, die seit 2006 zur Departement-Straße D 604 herabgestuft wurde. 2009 wurde der Abschnitt zwischen Hudiviller und Bénaménil herabgestuft, da auf diesem Abschnitt parallel schon die Nationalstraße N 333, die Autoroute A 33 in östlicher Verlängerung, als Schnellstraße existiert. Diese wurde zeitgleich in N4 umgenummert. Direkt dort anschließend bis kurz hinter Blâmont verläuft die N 4 als autobahnähnliche Straße, die mehrere Orte umgeht. Im Verlauf sind die umfahrenen Orte aufgeführt.

## N 4A
Die N 4A wurde als Seitenast der N4 an zwei verschiedenen Stellen festgelegt. Die erste N4A verlief von der Kreuzung der N 4/N 61 „Porte de France“ in Phalsbourg in das Zentrum der Stadt. Sie existierte von 1933 bis 1973. Die zweite N4A wurde 1950 aus dem Teil der N 303 gebildet, der zwischen der N 34 in Vincennes und N 186 in Joinville-le-Pont durch den Bois de Vincennes verlief. Dieser wurde 2006 abgestuft. Beide Straßen sind heute Kommunalstraßen.

## N 4BIS
Die Nationalstraße N 4BIS war eine Umgehungsstraße für die durch die Stadt Nancy verlaufende N 4, die 1948 in Betrieb ging. Sie zweigte westlich der Stadt bei Laxou ab und erreichte südöstlich bei Dombasle-sur-Meurthe wieder die N 4. Seit 1958 trägt die Straße die Nummer A 33.